# サンドラ・B・ローゼンタール
サンドラ・ブレナー・ローゼンタール（英: Sandra Brener Rosenthal、1936年9月27日 - 2024年7月22日）はアメリカの哲学者、元ロヨラ大学ニューオーリンズ校特別教授、元アメリカ形而上学協会会長。

## 人物
- アメリカのプラグマティズムについての100を越す論文を執筆している。
- チャールズ・S・パース協会（Charles S. Peirce Society）会長、アメリカ哲学振興協会（Society for the Advancement of American Philosophy）会長、アメリカ哲学会東部地区執行委員会のメンバーを務めた。
- 2024年7月22日、デンバーの自宅で死去[1]。

## 共著
- アンドリュー・ライト＋エリック・カッツ 編『哲学は環境問題に使えるのか : 環境プラグマティズムの挑戦』岡本裕一朗＋田中朋弘 監訳、慶應義塾大学出版会、2019年。